# Pintor de Castellani
El Pintor de Castellani era un ceramógrafo ático de vasos del estilo de figuras negras, activo en el segundo cuarto del siglo VI a. C.
El Pintor de Castellani es especialmente conocido por sus dibujos sobre las ánforas tirrenas, de las cuales es considerado el pintor más significativo. Su obra se distingue por el uso de un friso vegetal encima de frisos de animales, así como por sus divertidas representaciones de humanos de cabeza grande y criaturas míticas. Su nombre convencional se deriva de su vaso epónimo, que una vez estuvo en la Colección Castellani.